# 平岡実俊
平岡 実俊（ひらおか さねとし、生没年不詳）は、鎌倉時代中期の武士。

## 経歴
寛元3年（1245年）8月15日の鶴岡放生会に供奉人として参列、直垂役を担当したことが吾妻鏡に記されている。これが史料における初見である。建長3年（1251年）、問見参結番衆に選定される。その後、北条実時が小侍所別当を担当した時期に、工藤光泰と共に所司を務めていた。
建長6年（1254年）、実俊が千葉頼胤に宛てた、鶴岡八幡宮の行事で流鏑馬の射手を担当することを催促する趣旨の奉書が現存しており、史料として貴重視されている。